# Novaja Ljalja
Novaja Ljalja (rusky Новая Ляля) je město ve Sverdlovské oblasti v Ruské federaci. Při sčítání lidu v roce 2010 měla přes dvanáct tisíc obyvatel.

## Poloha a doprava
Novaja Ljalja leží na východní straně Uralu, na řece Ljalje, pravém přítoku Sosvy v povodí Irtyše. Od Jekatěrinburgu, správního střediska oblasti, je vzdálena přibližně 300 kilometrů severně.
Ve městě je stanice železniční stanice Ljalja na trati z Kušvy do Serova uvedené do provozu v roce 1906.

## Dějiny
Novaja Ljalja vznikla v roce 1723 v souvislosti s výstavbou měděné huti, která byla ale již roku 1744 uzavřena. Jméno Ljalja je odvozeno od jména řeky a označení Nová (Novaja) odlišuje obec od Staré Ljalji (Staraja Ljalja), což je jiná obec ležící přibližně padesát kilometrů proti proudu řeky. Samotné slovo Ljalja je z mansijštiny, kde znamená zhruba nepřátelskou řeku.
Od počátku 20. století se obec stává střediskem dřevozpracujícího průmyslu a papírenství.
Od roku 1938 je Novaja Ljalja městem.

## Kultura
V rámci správního členění ruské pravoslavné církve je Ljalja součástí Serovské eparchie.